# Discours de la girafe au chef des six Osages
Discours de la girafe au chef des six Osages (ou Indiens), prononcé le jour de leur visite au Jardin du Roi ; traduit de l'arabe par Alibassan, interprète de la girafe est une nouvelle satirique parue en 1827, imprimée par Honoré de Balzac,,,, dont l'auteur est formellement inconnu bien qu'il puisse s'agir de Balzac lui-même.
Le pamphlet s'inscrit dans une « girafomanie » qui saisit les Parisiens sous la Restauration après l'arrivée à la ménagerie du Jardin des plantes de la jeune girafe offerte à Charles X, alors roi de France, par Méhémet Ali, vice-roi en Égypte ottomane.
L'auteur y fait s'exprimer la girafe alors qu'elle s'adresse au chef d'un groupe d'Osages qu'elle reçoit au Jardin des plantes. En effet, six Amérindiens de cette tribu des États-Unis, séjournant en France après que le colonel David Delaunay (en) les y a amenés pour une sorte de zoo humain, rendent visite à la girafe le 29 août 1827,,.
L'auteur ironise sur l'empressement des femmes à se coiffer « à la girafe » et sur le milieu scientifique se réappropriant le thème de « bons sauvages ».
Chateaubriand publie au même moment un ouvrage similaire, La girafe ou le gouvernement des bêtes.

## Ouvrage de référence
- Discours de la girafe au chef des six Osages (ou Indiens), prononcé le jour de leur visite au Jardin du Roi : traduit de l'arabe par Alibassan, interprète de la girafe, Paris, Martinet, 1827, in-8o (OCLC 456774254, BNF 36395932).